# Hjerpsted Sogn
Hjerpsted Sogn er et sogn i Tønder Provsti (Ribe Stift).
Hjerpsted Sogn hørte til Tønder, Højer og Lø Herred i Tønder Amt. Hjerpsted sognekommune blev ved kommunalreformen i 1970 indlemmet i Højer Kommune, der ved strukturreformen i 2007 indgik i Tønder Kommune.
I Hjerpsted Sogn ligger Hjerpsted Kirke.
I sognet findes følgende autoriserede stednavne:
- Hjerpsted (bebyggelse, ejerlav)
- Jordsand (areal)
- Koldby (bebyggelse, ejerlav)

## Afstemningsresultat
Folkeafstemningen ved Genforeningen i 1920 gav i Hjerpsted Sogn 136 stemmer for Danmark, 20 for Tyskland. Af vælgerne var 13 tilrejst fra Danmark, 13 fra Tyskland. 